# Китайська телевізійна драма
Китайські телевізійні драми (китайська спрощена: 中国电视连续剧) — це драматичні телесеріали, що походять з Китаю чи регіону Великого Китаю. Китай виробляє більше телевізійних драм, ніж будь-яка інша країна. Найпопулярнішим жанром теледрам у Китаї є романтичне фентезі: 47 із 50 найпопулярніших драм за переглядами у країні у 2016 році належали до цього жанру. Китайські телевізійні драми популярні і регулярно транслюються по всій Азії; зокрема у В'єтнамі, Малайзії, Сінгапурі, Таїланді, Індонезії, Філіппінах, Шрі-Ланці та Камбоджі.

## Особливості
Починаючи з 1990-х років, жанр історичних серіалів домінує на телебаченні в прайм-тайм. Пік цієї тенденції припав на кінець 1990-х – початок 2000-х років, коли по телебаченню показували багато палацових (також відомих як «Цін») драм.
Популярні китайські телевізійні драми, такі як «Попіл кохання», «Історія палацу Яньсі», «Нірвана у вогні», «Подорож квітки», «Вічне кохання», «Принцеса Вейян», «Твоя спокуслива посмішка», «Імеператриця у палаці», «Червоне серце», «Містична дев'ятка», «Неприпорканий», все частіше збирають мільярди переглядів на найпопулярніших відеосайтах Китаю: iQiyi, Youku і Tencent Video. Деякі драми були настільки популярними та широко відомими, що по них створювали ремейки іншими мовами або робили до них продовження.
У багатьох серіалах кожна серія закінчується кліфгенгером. На каналі CCTV-8 серіали транслюються цілодобово. Серіалі можна грубо поділити на кілька категорій: історичні (вони поділяються на такі підкатегорії як історичну фантастику, історичну реконструкцію та усю), кримінальні, політичні, комедійні та сучасні серіали у жанрі сімейно-конфліктної драми. Серії зазвичай починаються з початкової музичної теми разом з титрами та закінчуються завершальною музичною темою і додатковими титрами.
Група із кількох серій виходить разом, щоб зобразити серію подій, які відбуваються одна за одною відповідно до основного сюжету теледрами. Подібно до роману, теледрама містить персонажів, конфлікт, сюжет, кульмінацію та розв’язку, які інтригують глядачів. Велика кількість серій дозволяє передати сюжет набагато детальніше, ніж у короткометражному фільмі. Певний аспект життя, як-от старша школа, коледж, трудове життя людини чи конкретний вид робота, показується у  серіалі з набагато більшою кількістю деталей, що дозволяє аудиторії дізнатися про цю конкретну сферу в деталях. Це дає глядачам можливість краще зрозуміти персонажів та їхні точки зору, а також всю сюжетну лінію.
Довготривалі китайські телевізійні серіали різняться за якістю, хоча з середини до кінця 2010-х років спостерігачі відзначають різке зростання у вартості виробництва та якості сценарію в деяких серіалах. Крім того, ряд китайських телесеріалів використовували музику з голлівудських фільмів як музику для створення атмосфери.
Драми створюються з певним жанром, як-от романтика, комедія, жахи, сімейна драма, спорт, або в поєднанні цих жанрів із певним сетингом таким як стародавня, історична або республіканська епоха чи сучасність, щоб підкреслити тему та задовольнити інтерес аудиторії. Китайськомовні драми часто класифікують за місцем їх створення, як-от материкові драми, драми Республіки Китай, драми Гонконгу та драми Сингапуру. Кожен вид відрізняється стилем знімання та форматом монтажу. Більшість складається з романтичних, сімейних тем та тем про друзів із поєднанням поп-культурних тем.
Драми також є об’єктами цензури: такі серіали, як «Історія палацу Яньсі» та «Королівське кохання Жуї в палаці», були скасовані китайським урядом за те, що вони не пропагують соціалістичних цінностей.

## Дубляж
Китайські драми часто дублюються професійними акторами озвучування. Зазвичай, на озвучення 30–40 серій під час постпродакшну йде місяць. Популярні актори озвучування можуть дублювати кілька серіалів на рік, у результаті чого шанувальники драми часто впізнають їхні голоси. Є кілька причин, чому акторів дублюють у китайських телевізійних драмах. Перш за все, серіали мають транслюватися мовою путунхуа, стандартною мандаринською мовою, і багато акторів можуть мати акцент, залежно від того, з якого регіону вони походять. Таким чином для стандартизації вимови у постпродакшні залучають акторів озвучення, що навчені говорити на стандартній мандаринській мові. Умови, в яких відбувається знімання серіалу, також можуть призвести до поганої якості звуку та шумів, що потребує роботи в постпродакшні. Також дубляж інколи використовується, щоб покращити погану гру актора. Цензура також може вимагати внесення змін у деяких репліках акторів у постпродакшні.
Є актори, яких зазвичай не дублюють, зокрема Ху Ґе, Ван Кай, Цзінь Дун, Цзян Сінь і Ден Чао.